# Grift of the Magi
Grift of the Magi, llamado El gran embaucador en Hispanoamérica y El timo de los Reyes Magos en España, es un episodio perteneciente a la undécima temporada de la serie animada Los Simpson, estrenado en Estados Unidos por la cadena FOX el 19 de diciembre de 1999. Fue escrito por Tom Martin y dirigido por Matthew Nastuk, y la estrella invitada fue Gary Coleman como sí mismo. En el episodio, llega a Springfield un nuevo juguete llamado Funzo, programado para destruir a la competencia. Fue el último episodio de la serie en ser estrenado en los Años 1990.

## Sinopsis
Todo comienza cuando, en la casa de los Simpson, Milhouse y Bart juegan a disfrazarse de mujeres y saltan sobre la cama de Homer y Marge. Cuando Homer llega, Bart, con el miedo de ser descubierto, cae al suelo sobre la bola de bolos de Homer, rompiéndose el coxis. El Dr. Hibbert le dice al niño que debería usar una férula y una silla de ruedas. Cuando Bart va a la escuela al día siguiente, descubre que no puede subir, ya que la entrada no tenía rampas. Tony el Gordo, en ese momento, aparece y le propone a Skinner construir rampas para toda la escuela y aunque Skinner no accedió, los mafiosos construyeron apresuradamente.
Una vez terminadas las rampas, Skinner los inaugura anunciando a Bart como el primer discapacitado pero resulta que Bart ya estaba sano. Y aunque Skinner cree estar prevenido, las rampas, sin embargo, estaban hechas de galleta, por lo que se destruyen en muy poco tiempo. Skinner declara que se habían quedado sin dinero por pagarle a los mafiosos, por lo que deberían cerrar la escuela. Pese a esto, pronto el establecimiento vuelve a abrirse, pero en manos de nuevos docentes. Los maestros, en lugar de enseñarles, se dedican a hacer que los niños describan cómo sería su juguete perfecto, mientras castigan a aquellos que realmente quieren estudiar. Lisa comienza a sospechar del verdadero objetivo de los maestros, y luego de investigar, entra en un cuarto oculto en el que había un pequeño robot malvado.
Unos días más tarde, se anuncia un nuevo juguete a la venta: Funzo (nombre propuesto por Lisa en clases). El muñeco era exactamente como los niños de la escuela lo habían imaginado y muy parecido al robot que había visto Lisa. La niña se da cuenta de que sus maestros de la escuela eran en realidad los dueños de una fábrica de juguetes, y que estaban usando a los niños para crear el juguete perfecto y lograr un éxito de ventas. Junto con Bart, van a la fábrica de juguetes para quejarse, pero solo consiguen una explicación pobre y un Funzo de regalo.
En su casa, Lisa se da cuenta de que el Funzo estaba programado para destruir otros juguetes, o sea, su competencia. Mientras tanto, en toda la ciudad de Springfield, la gente compraba al novedoso muñeco para dárselo de regalo a sus hijos en Navidad: así, todo el pueblo estaría lleno de los malignos juguetes. Pese a esto, Lisa convence a Homer para que los ayude, a ella y a Bart, a robar todos los Funzos de las casas.
Una vez que tienen todos los Funzos, se dirigen al basurero municipal para quemarlos, pero son interrumpidos por Gary Coleman, un trabajador de la empresa de Funzo. Gary trata de detenerlos, pero, finalmente, les permite quemar los muñecos y terminan compartiendo la cena de Navidad. El Sr. Burns, por su parte, tiene un revelador sueño por la noche y decide donar dinero a la Escuela Primaria de Springfield para que pueda ser abierta por sus verdaderos docentes y Moe les lleva para cenar un pato a todos como cena de Navidad y los Simpson, Burns, Smithers, Moe y Gary Coleman comen juntos.